# New York City Marathon 2007

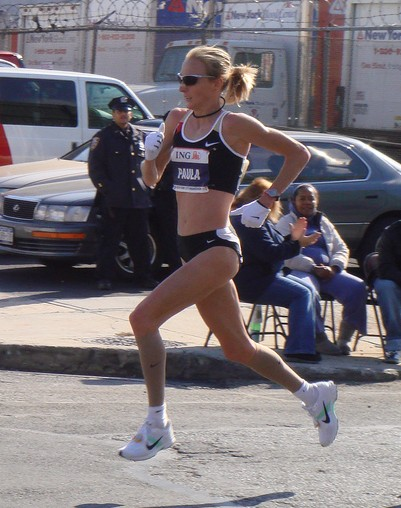
Paula Radcliffe tijdens de wedstrijd

De New York City Marathon 2007 werd gelopen op zondag 4 november 2007. Het was de 38e editie van de New York City Marathon.

## Wedstrijd
Deze editie liet bij zowel de vrouwen als de mannen prachtige duels zien. Daarbij trekken de vrouwen nu eens de meeste aandacht, niet zozeer omdat zij een half uur eerder van start gaan dan de mannen, maar vooral vanwege de hoofdrolspeelsters: Paula Radcliffe en Gete Wami. De Britse Radcliffe, begin dit jaar moeder geworden van een dochter, loopt haar eerste marathon na een afwezigheid van 2 jaar. Haar Ethiopische rivale, ook moeder en eind september 2007 nog winnares van de marathon van Berlijn, volgt bijna de gehele marathon Radcliffe op de hielen. De Britse wereldrecordhoudster geeft haar koppositie echter geen moment uit handen. De laatste kilometer in Central Park plaatst Wami een versnelling die genadeloos wordt afgestraft door Radcliffe. In 2:23.09 finisht de Britse op ruim een halve minuut van het parcoursrecord van Margaret Okayo uit 2003 (2:22.31, red.). De Ethiopische Wami finisht in 2:23.32 en komt tevreden over de streep. Zij wint namelijk het world marathon majors 2007, een klassement van een serie marathonwedstrijden in grote wereldsteden.
Bij de mannen ontspint zich een vergelijkbare strijd tussen Martin Lel en Abderrahim Goumri. Beide kemphanen, die elkaar eerder dit jaar tegenkwamen op de marathon van Londen, lopen 41 kilometer lang zij aan zij, elkaar aftastend in hun krachten. De Marokkaan Goumri zint op wraak na zijn nederlaag in Londen. De Keniaan Lel staat hem die echter niet toe en plaatst op 400 meter voor de meet een prachtige versnelling. Hij finisht in 2:09.04, op 13 seconden gevolgd door Goumri.
In totaal finishten 38557 marathonlopers, waarvan 26042 mannen en 12515 vrouwen.

## Uitslagen

### Mannen
| rang   | naam                | land | tijd    |
| ------ | ------------------- | ---- | ------- |
| Goud   | Martin Lel          | KEN  | 2:09.04 |
| Zilver | Abderrahim Goumri   | MAR  | 2:09.16 |
| Brons  | Hendrick Ramaala    | RSA  | 2:11.25 |
| 4      | Stefano Baldini     | ITA  | 2:11.58 |
| 5      | James Kwambai       | KEN  | 2:12.25 |
| 6      | Ruggero Pertile     | ITA  | 2:13.01 |
| 7      | Stephen Kiogora     | KEN  | 2:13.41 |
| 8      | Marilson dos Santos | BRA  | 2:13.47 |
| 9      | Aleksandr Kuzin     | UKR  | 2:14.01 |
| 10     | William Kipsang     | KEN  | 2:15.32 |

### Vrouwen
| rang   | naam              | land | tijd    |
| ------ | ----------------- | ---- | ------- |
| Goud   | Paula Radcliffe   | GBR  | 2:23.09 |
| Zilver | Gete Wami         | ETH  | 2:23.32 |
| Brons  | Jeļena Prokopčuka | LAT  | 2:26.13 |
| 4      | Lidia Grigorjeva  | RUS  | 2:28.37 |
| 5      | Catherine Ndereba | KEN  | 2:29.08 |
| 6      | Elva Dryer        | USA  | 2:35.15 |
| 7      | Robyn Friedman    | USA  | 2:39.19 |
| 8      | Tegla Loroupe     | KEN  | 2:41.48 |
| 9      | Melisa Christian  | USA  | 2:41.57 |
| 10     | Alvina Begay      | USA  | 2:42.36 |

1970 ·
1971 ·
1972 ·
1973 ·
1974 ·
1975 ·
1976 ·
1977 ·
1978 ·
1979 ·
1980 ·
1981 ·
1982 ·
1983 ·
1984 ·
1985 ·
1986 ·
1987 ·
1988 ·
1989 ·
1990 ·
1991 ·
1992 ·
1993 ·
1994 ·
1995 ·
1996 ·
1997 ·
1998 ·
1999 ·
2000 ·
2001 ·
2002 ·
2003 ·
2004 ·
2005 ·
2006 ·
2007 ·
2008 ·
2009 ·
2010 ·
2011 ·
2012 · 
2013 ·
2014 ·
2015 ·
2016 ·
2017 ·
2018 ·
2019 ·
2020 · 
2021 ·
2022 ·
2023 ·
2024